# Fettschwanz-Beutelmäuse
Die Fettschwanz-Beutelmäuse (Pseudantechinus) sind eine Beutelsäugergattung aus der Familie der Raubbeutler (Dasyuridae). Die Gattung umfasst fünf Arten, die allesamt im nordwestlichen Australien leben.

## Beschreibung
Es sind mäuseähnliche Beuteltiere, deren Fell graubraun gefärbt ist. Die Schnauze ist wie bei vielen Beutelmäusen langgestreckt. Namensgebendes Merkmal ist der an der Schwanzwurzel stark verbreiterte Schwanz, der als Fettdepot verwendet wird. Diese Tiere erreichen eine Kopfrumpflänge von 95 bis 105 Millimeter und ein Gewicht von 20 bis 45 Gramm.

## Lebensweise
Lebensraum dieser Tiere sind vorwiegend trockene, gebirgige Regionen. Sie sind nachtaktiv und ziehen sich tagsüber in Felsspalten zurück, manchmal auch in aufgebrochene Termitenhügel. Ihre Nahrung besteht hauptsächlich aus Insekten.
Nach rund 45- bis 55-tägiger Tragzeit bringt das Weibchen fünf bis sechs Jungtiere zur Welt. Diese verbringen die ersten Lebenswochen im Beutel der Mutter, werden mit 14 bis 16 Wochen entwöhnt und gegen Ende des ersten Lebensjahres geschlechtsreif. Anders als bei anderen Beutelmäusen kommt es zu keinem Massensterben der Männchen nach der Paarung, beide Geschlechter können drei bis vier Jahre alt werden.

## Systematik
In dieser Gattung werden fünf Arten unterschieden:
- Die Harney-Fettschwanz-Beutelmaus (Pseudantechinus bilarni) bewohnt die Arnhem-Region im nördlichen Northern Territory. Früher wurde die Art als Verwandter der Sprenkelbeutelmaus betrachtet und in die Gattung Parantechinus eingegliedert.
- Die MacDonnell-Fettschwanz-Beutelmaus (Pseudantechinus macdonnellensis, Synonym: Pseudantechinus roryi) ist die größte und bekannteste Art. Sie lebt in Western Australia und dem Northern Territory.
- Die Kleine Fettschwanz-Beutelmaus (Pseudantechinus mimulus) lebt entlang des Golfs von Carpentaria im nördlichen Northern Territory.
- Die Ningbing-Fettschwanz-Beutelmaus (Pseudantechinus ningbing) ist etwas kleiner als P. macdonnellensis und hat einen längeren Schwanz. Diese Art lebt im nordöstlichen Western Australia und wurde erst 1988 beschrieben.
- Woolleys Fettschwanz-Beutelmaus (Pseudantechinus woolleyae) ist im nordwestlichen Western Australia beheimatet.

Fettschwanz-Beutelmäuse ähneln im Körperbau den Breitfuß-Beutelmäusen (Antechinus) und wurden früher sogar in dieselbe Gattung gestellt. Jüngeren Untersuchungen zufolge sind sie nur entfernt mit ihnen verwandt.